# 시리안 라베
시리안 라베(프랑스어: Cyrian Ravet, 2002년 9월 5일~)는 프랑스의 태권도 선수이다. 2024년 하계 올림픽에서 플라이급에서 동메달을 획득했으며 유럽 태권도 선수권 대회에서 금메달 2개를 획득했다.

## 경력
리옹에서 과들루프계 가정에서 태어났다. 어린 시절에는 축구와 농구를 했으며 8세 때 본격적으로 태권도를 시작했다. 아니에르쉬르센를 연고지로 하는 태권도 클럽인 태권도 아니에르 소속으로 뛰었으며 2015년에 프랑스 유소년 국가대표로 발탁되었다. 이후 2019년 스페인 오로페사델마르에서 열린 유럽 주니어 선수권 대회에서 동메달을 획득했다. 같은 해에 프랑스 성인 국가대표로 발탁되어 그 해 11월 크로아티아 자그레브에서 열린 크로아티아 오픈에 참가했다. 2020년에는 프랑스 국립 스포츠 연구소에 입학했으며 그 해 1월 보스니아 헤르체고비나 사라예보에서 열린 유럽 올림픽 체급 선수권 대회에 참가하여 세르비아의 노바크 스타니치를 꺾고 우승을 차지했다.
2021년 4월에는 불가리아 소피아에서 열린 유럽 선수권 대회에 참가하여 결승에서 스페인의 아드리안 비센테를 꺾고 금메달을 획득했다. 2023년 6월에는 폴란드 크라쿠프에서 열린 2023년 유러피언 게임에 참가하여 동메달을 획득했다.
2024년 8월 파리에서 열린 2024년 하계 올림픽에서 동메달을 획득했다.